# CS-430
De CS-430 (Carretera Secundaria 430) is een secundaire weg in Andorra. De weg verbindt La Massana met Collet des Colls en is ongeveer anderhalve kilometer lang.
De weg heet over de gehele lengte Carretera de les Comes de Banyas.